# Оленевский сельский совет
Оленевский сельский совет (укр. Оленівська сільська рада, крымскотат. Qara Acı köy şurası) — согласно законодательству Украины — административно-территориальная единица в Черноморском районе Автономной Республики Крым.
Население по переписи 2001 года — 2353 человек.
К 2014 году состоял из 3 сёл:
- Оленевка
- Калиновка
- Маяк

## История
Караджинский сельсовет был образован, видимо, в 1930-е годы, поскольку в 1940 году он уже существовал. Указом Президиума Верховного Совета РСФСР от 21 августа 1945 года он был переименован в Оленевский сельский совет. С 25 июня 1946 года совет в составе Крымской области РСФСР. 26 апреля 1954 года Крымская область была передана из состава РСФСР в состав УССР. На 15 июня 1960 года в составе совета числились населённые пункты:

| - Глубокое - Калиновка - Маяк | - Меловое - Оленевка - Рыбацкое |

К 1977 году ликвидировано Глубокое, затем, в период до 1985 года — Меловое и Рыбацкое (в списках упразднённых после этой даты населённых пунктов не значатся).
С 12 февраля 1991 года сельсовет в восстановленной Крымской АССР, 26 февраля 1992 года переименованной в Автономную Республику Крым. С 21 марта 2014 года в составе Крыма аннексирован Россией. Законом «Об установлении границ муниципальных образований и статусе муниципальных образований в Республике Крым» от 4 июня 2014 года территория административной единицы была объявлена муниципальным образованием со статусом сельского поселения.